# 이인임
이인임(李仁任, 1312년~1388년 6월)은 고려 시대 말기의 권신(權臣)이다. 본관은 성주(星州)이고, 호(號)는 승암(勝巖)이다.
그는 이성계의 최대 정적 중 하나였다. 그는 한때 신돈의 문하에 있었으며, 홍건적과 원나라의 최유 등을 물리쳤고, 우왕을 섭정하고 문하시중까지 올랐으나 최영과 이성계에 의해 실각되었다. 시호(諡號)는 황무(荒繆)이다.
그는 이성계의 사위였던 이제의 백부이다.

## 생애
고려 경상도 성주군 고령현 성산면(지금의 경상북도 고령군 성산면)에서 대제학 이조년의 손자로 태어난 기록만 알려져 있는데 할아버지는 성산군 이조년(李兆年)이고, 아버지는 성산후 이포(李褒)이다. 본관은 성주로 이포의 아들은 이인복(李仁復)·이인임(李仁任)·이인미(李仁美)·이인립(李仁立)·이인달(李仁達)·이인민(李仁敏)이다. 이인임은 경상도 성주군 고령현 성산면에서 이포(李褒)의 둘째 아들로 태어났는데 이인복의 동생이자 이인미의 둘째 형으로 고려 멸망 후 은거한 도은 이숭인의 5촌 당숙이기도 하다. 음보(蔭補)로 전객시승(典客寺丞)이 되고, 전법총랑(典法摠郞)을 거쳐 공민왕 초에 좌부승선(佐副承宣)으로 승진했다. 1359년(공민왕 8년) 서경존무사에 임명되어 평양으로 부임하였고, 그해 숙부 이승경과 함께 홍건적의 침입을 막았으며, 1등 공신에 올랐다.
1364년(공민왕 13년) 최유(崔濡) 등이 덕흥군을 받들고 고려에 쳐들어오자 서북면 순문사(西北面 巡問使) 겸 평양윤(平壤尹)으로 이를 격퇴했고, 1368년(공민왕 17년) 서북면도통사(西北面都統使)로 원의 동녕부를 토벌하여 공을 세웠다. 한때 신돈의 문하에 있다가 신돈이 살해된 후 한직으로 밀려났다. 그러나 1374년(공민왕 23년) 곧 수문하시중에 임명되고, 광평부원군(廣平府院君)에 봉해졌다. 그 해 공민왕이 시해되자 공민왕을 죽인 홍륜, 최만생과 그 일파를 모두 처형하고 왕족으로 대통을 잇게 하려는 명덕태후(공원왕후)의 뜻에 반하여 공민왕의 유일한 아들인 모니노를 우왕으로 추대하여 정권을 잡았다. 정권을 장악한 후에는 권문세족의 수장으로서 친원 정책을 견지하여 친명 정책을 주장하던 신진사대부들과 개혁 세력의 관료들을 추방했고, 10년간 우왕을 직접 섭정했다.
그 후 지윤, 임견미, 염흥방 등 심복들을 요직에 앉히고 토지를 수탈하는 등 탐학을 자행하게 두었으며, 문하시중 경복흥을 도당에 참여하지 않는다는 이유로 참소하여 귀양보냈다. 그 후 노쇠하여 우왕에게 사직을 청하였지만 우왕이 이를 받아들이지 않았고 오히려 영문하부사, 영삼사사, 영중방 사헌 개성부사에 임명되었다가 1386년(우왕 12년)에는 좌시중이 되었고 이듬해 노병으로 은퇴하였다.

### 위화도회군 이후 축출
그가 은퇴한 이후 그의 일파였던 임견미, 염흥방 등은 탐학과 부패를 더욱 극악무도하게 일삼아 고려 조정의 몰락을 초래했다. 결국 1388년 이러한 횡포에 분격한 최영, 이성계 등에 의하여 그의 일당이 축출되었다. 임견미, 염흥방, 도길부, 이성림, 반복해 등은 가족, 친척, 측근, 악노(惡奴)들과 함께 참수되었고, 이인임은 최영의 건의로 경산부에 안치되었으며 곧 병사했다. 시호는 황무이다.

### 고려국의 명재상이며 조선국의 간신이라는 평판

#### 대역죄인으로 집이 헐리고 연못으로 바뀌는 굴욕
그러나 그가 고려말을 망친 간신이라는 이야기는 조선왕조측이 조작했을 가능성도 있는 편으로 조선왕조는 우왕을 거짓 임금으로 조작을 했기 때문에 거짓 임금을 옹립한 이인임도 사실과 다르게 부정적으로 조작할 수 밖에 없었다라는 이야기와 또 밑에 나오는 '종계변무' 사건으로 인해 조선왕조의 화풀이 대상으로 간신으로 남았다는 것이 이인임에 관한 가장 유명한 논문인 '이인임 정권에 대한 일고찰'이라는 논문에서 고혜령씨가 밝히고 있다. 실제 이인임과 같은 시대를 살았고, 조정에서 늘 보아왔던 이색은 그의 저서 '목은집'에서 그를 명재상으로 칭송하는 글들을 여럿 남겼고, 또 심지어 조선왕조측에서도 이성계는 이인임과 조민수를 복권시킬려고 했고, 이인임의 경우 대역죄인에게 관행처럼 해왔던 해당 집을 헐고 연못으로 만드는 행동을 나중에 그만두고 그 연못을 흙으로 메꾸는 조치도 취해진 것을 보면 알 수 있다.

#### 조선 후기와 사학계의 긍정적 평가
그리고 국내에서 '이인임 정권에 대한 일고찰'이라는 논문에서 고혜령씨는 이인임은 불법, 권력남용, 부패, 수탈과 관계가 없었는데 그 밑에 있던 임견미, 염흥방, 도길부 등의 탐학과 부패가 극심해 1388년 우왕, 최영, 이성계가 주도한 '부패권문세족' 대숙청에서 이들이 모두 가족, 친척, 측근, 악노들까지 모두 사형될 때 이인임과 그 가족, 친척들은 살아남아 이후 조선왕조에서 출사해 관리가 된 점을 지적하며, 이것은 조선시대의 야사모음집인 연려실기술의 이긍익과 더불어 조선시대 최고의 역사학자이고 조선왕조를 제외한 우리나라 전체 역사를 체계화시켜 적은 안정복이 그의 문집인 순암집에 스승이자 조선시대의 대표 실학자 이익에게 물은 질문에서 '이인임은 과연 어떤 사람이냐'고 묻는 대목에서도 잘 나온다. 즉, 그는 고려사, 고려사절요, 동국통감에서 나온 이인임의 간신론에 의문을 표하는 것이라 할 수 있다.
또 고혜령 씨의 이 논문에서는 이인임 정권이 흔히 세간에 알려진 것처럼 우왕 시절 내내 절대권력을 누리지 못했고, 최영과의 연합 정권으로 정권을 유지했으며 독자적인 세력을 만들지 못해 1388년의 부패권문세족대숙청때 몰락했다는 이야기를 하고 있다.

## 사후 사건
명나라 법전 및 역사서로 알려진 대명회전에서 조선 왕조의 계보를 작성하던 도중에 이인임을 이성계의 부친(실제 부친은 쌍성총관부의 유력자인 이자춘)으로 기입하여, 조선과 명나라 사이에 외교적 마찰이 발생하였다.
1518년 (중종 13년) 무인(戊寅)해에 좌찬성 이계맹(李繼孟, 1458년(세조 4년)~1523년(중종 18년)을 주청사로 보내 대명회통에 이인임과 단(旦, 태조 이성계의 본명)이 고려 사왕(四王, 공민, 우, 창, 공양)을 시해하였다는 잘못된 기록까지 확인했다. 이러한 외교적 마찰은 종계변무(宗系辨誣)로 이어져 남곤(南袞)이 주청사로 가서 시정을 요구하는 등 중종 때만 해도 여러 번 사신을 보냈으나 실현되지 못하였다가 1584년(선조 17년) 종계변무주청사 황정욱(黃廷彧) 등이 가서 정정키로 확정을 보고, 1588년 유홍(兪泓)이 고쳐진 《대명회전》(大明會典)을 가지고 돌아와 일단락되었다. 결국 명나라 만력제 치세에 이르러서야 개정을 보게 되었던 것이다.

## 가족 관계
- 조부 : 성산군(星山君) 이조년(李兆年)
  - 아버지 : 성산후(星山侯) 이포(李褒)
  - 어머니 : 경주 설씨 부인(慶州 薛氏 夫人)
    - 형 : 안흥부원군(安興府院君) 이인복(李仁復)
    - 아우 : 이인미(李仁美)
    - 아우 : 이인립(李仁立)
    - 아우 : 이인달(李仁達)
    - 아우 : 성산부원군(星山府院君) 이인민(李仁敏)
    - 부인 : 부인 박씨
      - 아들 : 이환(李瓛)
      - 아들 : 이민(李珉)
      - 양자 : 우왕 (진외종질서)
      - 양녀 며느리 : 근비 이씨 (진외종질녀)
        - 양손자 : 반복해 (반복해는 이인임을 수양조부 겸 주군으로 섬김)
        - 양손자 : 창왕 (진외종질서 우왕의 외동아들)

      - 장녀 : 연안 이씨 병조전서 이장림에게 출가
      - 차녀 : 안동 권씨 지신사 권집경에게 출가
      - 삼녀 : 진주 강씨 좌의정 강서에게 출가

## 이인임이 등장하는 작품
- 《개국》 (KBS, 1983년~1983년, 배우:유병한)
- 《추동궁 마마》 (MBC, 1983년~1983년, 배우:최불암)
- 《신돈》(MBC, 2005년~2006년, 배우:배도환)
- 《대풍수》(SBS, 2012년~2013년, 배우:조민기)
- 《정도전》(KBS, 2014년~2014년, 배우:박영규)
- 《육룡이 나르샤》(SBS, 2015년~2016년, 배우:최종원) - 각색한 인물 '이인겸'

## 같이 보기
- 이조년
- 이숭인
- 공민왕
- 최영
- 우왕
- 신돈
- 김속명
- 이성계
- 이자춘
- 만력제
- 이장경
- 반복해
- 위화도 회군

## 참고 자료
- 이 문서에는 다음커뮤니케이션(현 카카오)에서 GFDL 또는 CC-SA 라이선스로 배포한 글로벌 세계대백과사전의 내용을 기초로 작성된 글이 포함되어 있습니다.